# Dionei Walter da Silva
Dionei Walter da Silva (Pouso Redondo, 14 de novembro de 1963) é um político brasileiro, filiado ao Partido dos Trabalhadores (PT).

## Carreira
Foi deputado à Assembleia Legislativa de Santa Catarina na 15ª legislatura (2003 — 2007).
Gerente projetos na Finatec, em Brasília.￼